# ويليام باتلر (ملحن)
ويليام باتلر (بالإنجليزية: William Butler)‏ (و. 1982  م) هو موسيقي، وملحن، ومؤلفو موسيقى تصويرية كندي، ولد في شمال كاليفورنيا، يستخدم آلات سنثسيزر، وهو عضوٌ في أركايد فاير.
.

## التعليم
تعلم في جامعة نورث وسترن، وأكاديمية فيليبس إكستر.

## وصلات خارجية
- ويليام باتلر على موقع IMDb (الإنجليزية)
- ويليام باتلر على موقع ميوزك برينز (الإنجليزية)
- ويليام باتلر على موقع أول ميوزيك (الإنجليزية)
- ويليام باتلر على موقع ديسكوغز (الإنجليزية)
- ويليام باتلر على موقع قاعدة بيانات الفيلم (الإنجليزية)
- ويليام باتلر على موقع كينوبويسك (الروسية)
- ويليام باتلر في قاعدة بيانات الأفلام على الإنترنت